# أتلتيكو لينينسي
كلوب أتلتيكو لينينسي (بالبرتغالية: Clube Atlético Linense‏)، يشار إليه عادة باسم لينينسي ، هو نادي كرة قدم برازيلي مقره في لينس، ساو باولو. يتنافس النادي في الدرجة الثانية من بطولة باوليستا.